# Sản xuất
Sản xuất là quá trình kết hợp các yếu tố đầu vào khác nhau, bao gồm cả vật chất (như kim loại, gỗ, thủy tinh hoặc nhựa) và phi vật chất (như kế hoạch hoặc kiến thức) để tạo ra sản phẩm đầu ra. Lý tưởng nhất là sản phẩm đầu ra này sẽ là một loại hàng hóa hoặc dịch vụ có giá trị và góp phần mang lại tiện ích cho cá nhân. Lĩnh vực kinh tế tập trung vào sản xuất được gọi là lý thuyết sản xuất, và nó có mối quan hệ chặt chẽ với lý thuyết tiêu dùng (hoặc lý thuyết người tiêu dùng) của kinh tế học.
Quá trình sản xuất và sản lượng phụ thuộc trực tiếp vào việc sử dụng có hiệu quả các yếu tố đầu vào ban đầu (hoặc các yếu tố sản xuất). Được gọi là hàng hóa hoặc dịch vụ sản xuất chính, đất đai, lao động và vốn được coi là ba yếu tố cơ bản của sản xuất. Các yếu tố đầu vào chính này không bị thay đổi đáng kể trong quá trình sản xuất, cũng như không trở thành thành phần hoàn chỉnh trong sản phẩm. Theo kinh tế học cổ điển, vật liệu và năng lượng được phân loại là các yếu tố thứ cấp vì chúng là sản phẩm phụ của đất đai, lao động và vốn. Đi sâu hơn, các yếu tố sơ cấp bao gồm tất cả các nguồn lực có liên quan, chẳng hạn như đất đai, bao gồm các nguồn tài nguyên thiên nhiên trên và dưới mặt đất. Tuy nhiên, có sự khác biệt giữa vốn nhân lực và lao động. Ngoài các yếu tố sản xuất thông thường, trong các trường phái tư tưởng kinh tế khác nhau, tinh thần kinh doanh và công nghệ đôi khi được coi là các yếu tố phát triển trong sản xuất. Thông thường, nhiều loại yếu tố đầu vào có thể kiểm soát được được sử dụng để đạt được sản lượng của một sản phẩm. Hàm sản xuất đánh giá mối quan hệ giữa các yếu tố đầu vào và số lượng sản lượng.